# 鸠山邦夫
鸠山邦夫（1948年9月13日—2016年6月21日），日本政治家，東京都人，東京大学法學部畢業。曾是日本自由民主党的實力派人物，曾任眾議院議員、总务大臣、文部大臣、劳动大臣及法务大臣。

## 經歷
東京大學法學部政治課程，同大學法學部公法課程畢業後，成為田中的秘書。
1976年，眾議院議員總選舉初次當選。1991年11月,在宮澤內閣初次入閣文部大臣。
1994年4月，在羽田內閣 勞動大臣。
2007年9月，安倍改造內閣的法務大臣。
2008年9月在麻生內閣就任 總務大臣，內閣府特命擔當大臣（地方分權改革）。同時郵政民營化，地方再生，道州制也所管。
2016年6月21日，因病于东京逝世。

## 家族
鸠山邦夫出生在一個政治世家，他的家世顯赫；曾祖父鳩山和夫是前衆議院議長，曾祖母鳩山春子是私立共立女子大學的創辦人，他的祖父是前日本首相、同時也是自民黨的元老鳩山一郎，叔父鳩山秀夫是日本國內著名的民法學者，父親是前外相鳩山威一郎，母親安子是普利司通的創辦人石橋正二郎的長女；值得一提的是雖然他是自民党籍的众议员，不過他的哥哥鳩山由紀夫是民主黨成員，第93任日本首相。
鳩山邦夫在法務大臣任內，批准處決13名死刑犯，包括犯下多起誘拐及殺害幼童案的宮崎勤，曾是日本历任法务大臣中批准死刑最多者，部分日本人權團體稱其為「死神」。但對這些批評他堅持自己所做的是正確的。
他的妻子（本姓高見）曾是名演員，為他生下了三個子女，長子鳩山太郎是前任東京都議會的議員。
| 官衔                  | 官衔                                       | 官衔            |
| --------------------- | ------------------------------------------ | --------------- |
| 前任： 井上裕         | 文部大臣 1991年—1992年                     | 繼任： 森山真弓 |
| 前任： 羽田孜（代理） | 劳动大臣 1994年                            | 繼任： 濱本万三 |
| 前任： 长势甚远       | 法务大臣 2007年—2008年                     | 繼任： 保岡興治 |
| 前任： 增田寬也       | 總务大臣 2008年—2009年                     | 繼任： 佐藤勉   |
| 前任： 增田寬也       | 特命擔當大臣（地方分權改革） 2008年—2009年 | 繼任： 佐藤勉   |

1. ↑  .   [2016-06-22]. （原始内容存档于2016-06-22）.